# Gazi Husrev-begov bezistan
Gazi Husrev-begov bezistan je jedan od očuvanih bezistana u Sarajevu, koji i danas služi svojoj namjeni-trgovini. Bezistan je dio zadužbine Gazi Husrev-bega. Izgrađen je 1555. godine u neposrednoj blizini Kuršumli medrese, Begove džamije i Sahat-kule, s kojima je povezan istočnim ulazom. Pravokutnog je oblika s ulazima, koji omeđuju 109 m dugu ulicu u kojoj su smještene male trgovine. Duž bezistana paralelno se pruža Gazi Husrev-begova (Zlatarska) ulica. U gradnji su sudjelovali dubrovački majstori. Zbog nešto niže temperature koja je postignuta gradnjom ispod razine okolnih ulica, izvorna namjena bezistana je bila trgovina namirnicama. Svojim izgledom Gazi Husrev-begov bezistan podsjeća na Kapali čaršiju i bezistane u Istanbulu ili souk (trgovačka ulica u arapskim zemljama) u gradovima na istoku.
Pored bezistana je postojao i tašlihan koji se građen u isto vrijeme kad i bezistan, također kao vakuf Gazi Husrev-bega. U požaru 1879. godine pretrpio je velika oštećenja, a posljednje zidine tašli hana nestale su 1912 godine.